# Kgotla
Una Kgotla es un encuentro público, consejo comunitario o reunión de la corte de ley tradicional en las localidades de Botsuana.

Escudo de Botsuana.

Normalmente el encuentro lo conduce un jefe tribal o persona de importancia, pero las decisiones son comunales y a ellas se llega por consenso. Cualquier persona puede hablar, pero nadie puede interrumpir mientras otra persona tenga la palabra; de hecho existe un dicho Setswana que asegura La forma más elevada de la guerra es el diálogo (ntwa kgolo ke ya molomo). Gracias a esta tradición, Botsuana se autoproclama una de las más antiguas democracias
El hecho de que cualquiera tenga la palabra y los demás no puedan cortarle, se utiliza para todo tipo de temas, con lo que los Kgotla duran desde pocos minutos hasta varias horas.
Kgotla también hace referencia al lugar donde se llevan a cabo estas reuniones. Puede variar desde un lugar a la sombra hasta un lugar cubierto con asientos. En ambos casos, el término tiene un sentido amplio.